# Hydra oxycnida
Hydra oxycnida är en nässeldjursart som beskrevs av Schulze 1914. Hydra oxycnida ingår i släktet Hydra och familjen Hydridae. Inga underarter finns listade i Catalogue of Life.